# Valeriana Huillca Condori
Valeriana Huillca Condori fue una campesina peruana que se hizo conocida por ser la musa inspiradora del internacionalmente conocido huayno cusqueño "Valicha", compuesto por Miguel Ángel Hurtado Delgado.
Nació el 14 de febrero de 1913 en la localidad de Acopía en la provincia de Acomayo, departamento del Cusco, Perú. A la edad de 18 años conoció a Miguel Ángel Hurtado Delgado, hijo de hacendados de la localidad, quién se enamoró de ella. Huillca Condori huyó de la localidad rumbo a la ciudad del Cusco con otro campesino llamado Francisco Hancco. Otra versión de la historia señala que el romance entre Hurtado y Huillca sí existió y que fueron los padres de este última quienes la enviaron al Cusco para evitar que esa relación prosperara. El alejamiento de Huillca inspiró a Hurtado quien, en los años 1940 compuso el tema Valicha que luego sería presentado en 1945 a un concurso folklórico regional por Evencio Hurtado, hermano de Miguel Ángel, ganándolo. Este tema se haría muy popular y hoy constituye uno de los temas peruanos más conocidos mundialmente.
En el Cusco, Valeriana Huillca Condori trabajó sirviendo comida en las picanterías de la ciudad. Luego regresó a su pueblo, se casó con Gregorio Ttito Huayta con quien tuvo ocho hijos de los que fallecieron siete. Siguió viviendo como campesina hasta los años 2000 cuando la Municipalidad Distrital de Acopía la nombró regidora vitalicia y le otorgó una pensión hasta su fallecimiento en 2014. Fue sepultada en el cementerio general de Acopía y, en su homenaje, se construyó un monumento en la plaza principal de esa localidad.
Durante el primer gobierno de Alan García Pérez fue invitada a Lima y recibió un reconocimiento en Palacio de Gobierno. Asimismo, durante el Gobierno Revolucionario de la Fuerza Armada fue proclamada "símbolo de la mujer campesina". Fue visitada en Acopia por el presidente Ollanta Humala.